# Micromygalinae
Micromygalinae – podrodzina pająków z infrarzędu ptaszników i rodziny Microstigmatidae. Obejmuje 8 opisanych gatunków zgrupowanych w dwóch rodzajach.

## Morfologia i występowanie
Pająki małych jak na przedstawicieli infrarzędu rozmiarów, osiągające od 0,7 do 3 mm długości ciała, ubarwione białawo, jasnożółto lub bladobrązowo. Karapaks jest owalny. U większości gatunków oczy przednio-bocznej pary są normalnie wykształcone, oczy par bocznych szczątkowe, a oczu pary przednio-środkowej brak zupełnie, u niektórych rozwinięta jest tylko para przednio-boczna, a u jeszcze innych oczu brak zupełnie. Nogogłaszczki samicy mają pazurek z pojedynczym szeregiem ząbków. Biodra nogogłaszczków wypuszczają krótkie płaty szczękowe z serrulami w postaci rozmieszczonych w szeregach ząbków. Odnóża mają stopy zwieńczone parą pazurków górnych z pojedynczymi szeregami ząbków i pojedynczym pazurkiem dolnym. Kądziołki przędne obecne są w liczbie dwóch lub trzech par.
Takson neotropikalny, znany z Panamy i Brazylii. Należą do niego zarówno gatunki epigeiczne zasiedlające ściółkę lasów, jak i troglobionty zamieszkujące strefę afotyczną jaskiń.

## Taksonomia
Podrodzinę Micromygalinae wprowadzili Norman I. Platnick i Raymond Robert Forster w 1982 roku na łamach „American Museum Novitates” jako takson monotypowy. W 2004 roku Jörg Wunderlich proponował jej wyniesienie do rangi osobnej rodziny. W 2019 roku Victor Passanha, Igor Cizauskas i Antônio Brescovit potraktowali ów takson jako podrodzinę i włączyli doń drugi rodzaj.
Do podrodziny zalicza się 8 opisanych gatunków zgrupowanych w dwóch rodzajach:
- Micromygale Platnick et Forster, 1982
- Tonton Passanha, Cizauskas et Brescovit, 2019